# Aldo Fraccaroli
Aldo Fraccaroli (Milano, 17 settembre 1919 – Lugano, 23 marzo 2010) è stato uno storico, linguista, giornalista e fotografo navale italiano.

## Biografia

### Giovinezza e studi
Aldo Fraccaroli nasce a Milano il 17 settembre 1919. Figlio di Arnaldo Fraccaroli, giornalista, scrittore, commediografo, sceneggiatore nonché l'inventore dell'espressione «dolce vita», e di Lisetta Camerino, trascorre i primi anni di vita a Trieste, città d’origine della madre e, nel 1925, la famiglia si trasferisce nel capoluogo lombardo dove Fraccaroli prosegue gli studi diplomandosi al liceo classico Giovanni Berchet e iscrivendosi poi alla facoltà di giurisprudenza. È probabilmente il padre a trasmettergli la passione per il mare e la Marina Militare italiana ma, vivendo in una città dell’entroterra, può coltivarla solo durante le vacanze estive, scattando fotografie alle navi da guerra e consultando libri e riviste specializzati sulla Regia Marina.

### Inizio della carriera di giornalista e fotografo navale
Fraccaroli ha solo 18 anni quando comincia la sua collaborazione con il Corriere della Sera, oltre che con la rivista francese Flottes de Combat e le riviste tipo Libro e Moschetto e in particolare Sapere, alle quali invia articoli precisi e ben documentati. L’ingresso di Fraccaroli nel mondo del giornalismo vero e proprio avviene però già dopo la parata navale nel golfo di Napoli (Rivista H) del 5 maggio 1938 alla presenza di Adolf Hitler e Benito Mussolini e, dopo la parata, le fotografie scattate da Fraccaroli sono pubblicate dall’annuario Jane’s Fighting Ships. Viene ammesso alla terza classe del 1939 ed è a Livorno quando la Germania invade la Polonia. Entra nel servizio attivo con il grado di sottotenente di complemento nel servizio di commissariato. Dopo il corso d’addestramento, viene assegnato alla XII Flottiglia di dragamine di base a Venezia. Nel 1941 viene trasferito al XI Gruppo antisommergibile in Grecia e, nel 1942, viene trasferito al Ministero della Marina in parte grazie alla sua attività di fotografo. Durante la guerra, Aldo Fraccaroli cattura alcune immagini uniche tra le quali quelle della portaerei Aquila, le quali sono tuttora l’unica testimonianza del periodo. Il giorno dell'armistizio di Cassibile, Fraccaroli è a Roma dove riesce a recuperare tutti i suoi rullini di negativi che erano in deposito al Servizio Fotografico della Marina, salvandoli da una quasi sicura distruzione.

### Redazione di articoli e libri sulla storia navale
Congedato dalla Marina, rientra a Milano dove non è richiamato dalla Repubblica Sociale Italiana e completa i suoi studi in giurisprudenza nel 1944. Riprende servizio nell’aprile del 1945 per circa un anno, per poi essere congedato. La sua carriera giornalistica comincia immediatamente dopo con la pubblicazione di articoli sui giornali il Popolo e l’Italia nonché su riviste come Epoca e Storia Illustrata. Allo stesso tempo, Fraccaroli collabora con il Reader’s Digest, ancora con Sapere e ricomincia a collaborare con Jane’s Fighting Ships, in particolare con l’edizione 1950/51 dove viene pubblicato un inserto dedicato alla Marina Militare italiana che resta un prima tappa sull’informazione delle costruzione belliche della Regia Marina, notevole per la precisione nonostante le poche informazioni disponibili, ma Fraccaroli le aveva. Nel 1950 pubblica Dalla piroga alla portaerei, edito in numerose edizioni e autentico manuale di storia navale che è alla base degli studi di numerosi storici navali di oggi, allora ragazzi. Inoltre, collabora alla traduzione parziale (solo la parte dedicata alla guerra nel Mediterraneo) dell’autobiografia dell’ammiraglio Andrew Cunningham intitolata L’odissea di un marinaio. Sarà traduttore anche dei libri di Björn Landström. Pubblica anche presso l’editore Hoepli, dove stava lavorando in quel periodo, un piccolo album dal titolo Marina Militare italiana 1946, che è anche un piccolo capolavoro di storia navale. Continua anche una lunga collaborazione con la Rivista Marittima, soprattutto come recensore di annuari navali ed è anche uno dei redattori dell’Enciclopedia Treccani per le voci navali. Le sue opere principali sono però Italian Warships of World War I e Italian Warships of World War II, entrambe presso l’editore Ian Allan di Londra. Questi lavori lo fanno conoscere e stimare a livello internazionale, già noto per la sua collaborazione con Jane’s Fighting Ships. Era anche articolista sulla rivista Storia Militare, collaboratore della pubblicazione Profile, redattore italiano dell’opera e scrittore sulla rivista Warship.

### Redazione di articoli e libri sulle fotografie navali
Nel 1953 viene richiamato in servizio, ma questo non per caso dato che aveva ripetutamente sollecitato un imbarco. Il periodo di servizio è breve, tre mesi, ma è anche un'altra ottima opportunità di scattare delle bellissime fotografie. Più tardi, ritorna a bordo di navi della Marina in veste di fotografo. L’interesse in cose marinaresche e la passione per la fotografia continuano fino ai tempi più recenti, facendone un testimone anche della rinascita della Marina Militare. Fraccaroli sosteneva, come altri fotografi navali, che fotografare una nave da guerra è un’arte: è necessario cogliere il momento giusto di luce, posizione, inquadratura in modo da avere un soggetto il più completo possibile. È ovvio che in, circostanze eccezionali, era necessario fare di necessità virtù e sono note le fotografie di Fraccaroli fatte al Pireo durante la Seconda guerra mondiale, tecnicamente perfette e uniche nel loro genere tanto da essere una specie di marchio di Fraccaroli. L’attività di informazione navale prosegue insieme a quella di fotografo navale, continua negli anni 1950 con la collaborazione alle riviste Le Vie del mare di Aristide Bosi e a Italia sul Mare di Vito Bianco dove risponde alle lettere dei lettori in modo minuzioso e preciso. In quel periodo lavora anche per il Touring Club Italiano ed ha l’occasione di pubblicare un manuale dal titolo Saper fotografare.

### Trasferimento in Svizzera, redazione di una rubrica di linguistica e custode di storia e fotografie navali
Durante gli anni 1960, Fraccaroli si trasferisce nel Canton Ticino, prima a Pura e poi a Lugano, diventando collaboratore del settimanale locale Azione dove tiene la rubrica La buona lingua: infatti, lo studio della lingua italiana era una delle passioni più coltivate da Fraccaroli. Nel 1996, lo scrittore e studioso di affari navali Erminio Bagnasco pubblica il libro Aldo Fraccaroli fotografo navale, caso unico di libro dedicato ad un fotografo navale, perché questa in definitiva era la sua vera attività culturale. Fraccaroli era anche Presidente onorario dell’AIDMEN (Associazione italiana Documentazione marittima e navale), nominato per acclamazione a tale carica negli anni 1990. La sua lunga attività di fotografo navale e di studioso della storia navale lo porta alla creazione di una biblioteca di oltre 3.700 volumi ed una collezione fotografica di oltre 77.000 immagini. Inoltre, nel 1984, Fraccaroli viene insignito del riconscimento Una vita dedicata al mare, ossia un «riconoscimento di altissimo valore tecnico, istituzionale e scientifico, che viene riconosciuto dopo una approfondita analisi sui meriti della persona o dell’ente e la qualità dell’impegno profuso e rappresenta oggi quanto di più importante possa esistere nell’ambito della marineria italiana».

### Morte ed eredità
Aldo Fraccaroli muore a Lugano il 23 marzo 2010, all'età di 90 anni, lasciando la moglie Carolina e le tre figlie Marina, Barbara ed Elena. Due giorni dopo, il sito della Marina Militare ne ha comunicato la scomparsa con il seguente annuncio: 
La redazione di Azione, il settimanale con il quale Fraccaroli collaborava, lo ha ricordato in questo modo:
Sempre sulle colonne di Azione, l'ex direttrice Luciana Caglio ha rammentato la figura di Fraccaroli in un articolo ad hoc:
Inoltre, il Corriere del Ticino, il principale giornale ticinese, ha dedicato un articolo esclusivamente su Fraccaroli per commemorarlo, ricordandone la vita e la carriera.

### Lascito e donazioni
Nel 2013, la moglie e le figlie di Aldo Fraccaroli donano alla Biblioteca cantonale di Lugano il «corpus librorum» di circa 4.000 volumi che tratta di crociere, esplorazioni, biografie di uomini di mare e testi di grande valore documentale inerenti alla storia della Marina. Poi, nel 2014, esse donano all'Ufficio storico della Marina Militare di Roma il fondo fotografico Aldo Fraccaroli, composto da oltre 80.000 immagini di navi da guerra del mondo intero, puntualmente catalogate. Inoltre, una selezione di alcune centinaia di fotografie particolarmente significative viene proposta al pubblico in una mostra permanente che racconta un secolo di storia rievocata attraverso gli eventi di cui fu protagonista la Marina Militare, tutto ciò grazie a un testimone d’eccezione qual è stato Fraccaroli: dapprima in qualità di ufficiale a bordo, munito di macchina fotografica e autore di 23.000 scatti, e in seguito quale collezionista e commentatore di fotografie d’imbarcazioni da combattimento d’ogni tipo e provenienza. Suddivisa in dieci sezioni tematiche, la mostra, le cui fotografie sono pubblicate nel libro La Marina Militare vista da Aldo Fraccaroli, fa scoprire un aspetto della realtà militare documentata con precisione e passione, ma senza retorica, «Com’era nello stile di Fraccaroli che, a quest’obiettivo, ha dedicato un’esistenza».

## Opere
- Marina Militare Italiana 1946, Milano, Ulrico Hoepli, 1946.
- Dalla piroga alla portaerei, Milano, Carlo Signorelli Editore, 1950.
- L’odissea di un marinaio, Milano, Garzanti, 1952.
- Italian Warships of World War I, Londra, Ian Allan, 1968.
- Italian Warships of World War II, Londra, Ian Allan, 1968.
- Saper fotografare, Milano, Touring Club italiano, 1968.
- La nave nella storia, Milano, Selezione dal Reader's Digest, 1973.
- Le navi da battaglia italiane, Milano, A. Mondadori, 1976.